# Felix Belczyk
Felix Belczyk (ur. 11 sierpnia 1961 w Calgary) – kanadyjski narciarz alpejski. Na igrzyskach olimpijskich dwukrotnie zajmował 18. miejsce: w zjeździe na igrzyskach w Calgary oraz w zjeździe na igrzyskach w Albertville. Nie startował na mistrzostwach świata. Jego najlepszym sezonem w Pucharze Świata był sezon 1987/1988, kiedy to zajął 19. miejsce w klasyfikacji generalnej, a w klasyfikacji supergiganta był dziewiąty.

## Sukcesy

### Puchar Świata

#### Miejsca w klasyfikacji generalnej
- 1985/1986 – 69.
- 1986/1987 – 49.
- 1987/1988 – 19.
- 1988/1989 – 76.
- 1989/1990 – 31.
- 1990/1991 – 78.
- 1991/1992 – 58.

#### Miejsca na podium
1. Leukerbad – 25 stycznia 1988 (supergigant) – 1. miejsce
2. Calgary – 16 lutego 1988 (zjazd) – 3. miejsce
3. Åre – 17 marca 1990 (zjazd) – 3. miejsce